# Nemosinga
Nemosinga es un género de arañas araneomorfas de la familia Araneidae. Se encuentra en Tanzania.

## Lista de especies
Según The World Spider Catalog 12.0:
- Nemosinga atra Caporiacco, 1947
- Nemosinga strandi Caporiacco, 1947